# Tommaso Morlino
Tommaso Morlino (ur. 26 sierpnia 1925 w Irsinie, zm. 6 maja 1983 w Mediolanie) – włoski polityk i prawnik, minister, w latach 1982–1983 przewodniczący Senatu.

## Życiorys
Uczył się w szkole średniej w Neapolu, następnie w tym samym mieście do 1946 studiował prawo. Praktykował jako prawnik w ramach instytucji państwowej Avvocatura dello Stato, później był m.in. dyrektorem biura legislacji w resorcie rolnictwa. Działacz Chrześcijańskiej Demokracji, był członkiem rady krajowej DC i zastępcą sekretarza krajowego partii. W 1968 został wybrany do Senatu V kadencji. W wyborach w 1972, 1976 i 1979 z powodzeniem ubiegał się o reelekcję.
Obejmował różne stanowiska rządowe. Był podsekretarzem stanu w resorcie budżetu i planowania gospodarczego w IV i V rządzie Mariana Rumora. Od listopada 1974 do lipca 1976 pełnił funkcję ministra bez teki, odpowiadając głównie za sprawy regionów. Od lipca 1976 do marca 1979 zajmował stanowisko ministra budżetu i planowania gospodarczego, a następnie do października 1980 sprawował urząd ministra sprawiedliwości. W grudniu 1982 powołany na przewodniczącego Senatu VIII kadencji, zmarł w trakcie pełnienia tej funkcji w maju następnego roku.